# Трампарк (Кривой Рог)
Трампарк (от трамвайный парк) — исторический район на границе Центрально-Городского и Металлургического районов города Кривой Рог (Украина).

## Характеристика
Район на границе Центрально-Городского и Металлургического районов города на левом берегу реки Ингулец. На западе граничит с Черногоркой.
Состоит из частного сектора. Площадь 15 га. Название образовано с середины 1930-х годов от организованного здесь трамвайного депо Криворожского трамвая.
На территории расположен один из корпусов Донецкого национального университета экономики и торговли. Работает смешанный рынок «Трампарк». Расположено предприятие «Кривбассвзрывпром», пожарная часть, участок МВД, диспетчерский пункт трамвая, парк культуры и отдыха «Строитель», поликлиника «Строитель», Церковь Святых равноапостольных Константина и Елены, Народный дом.
Центральной транспортной артерией есть Каховская улица, соединяющая Н11 с Широким, Ингульцом, Высокопольем, Великой Александровкой, Каховкой, Херсоном.